# Jardins de l'Archipel des Berges-de-Seine-Niki-de-Saint-Phalle
Les jardins de l’Archipel des Berges-de-Seine-Niki-de-Saint-Phalle constituent un espace vert flottant du 7e arrondissement de Paris, en France.

## Situation et accès

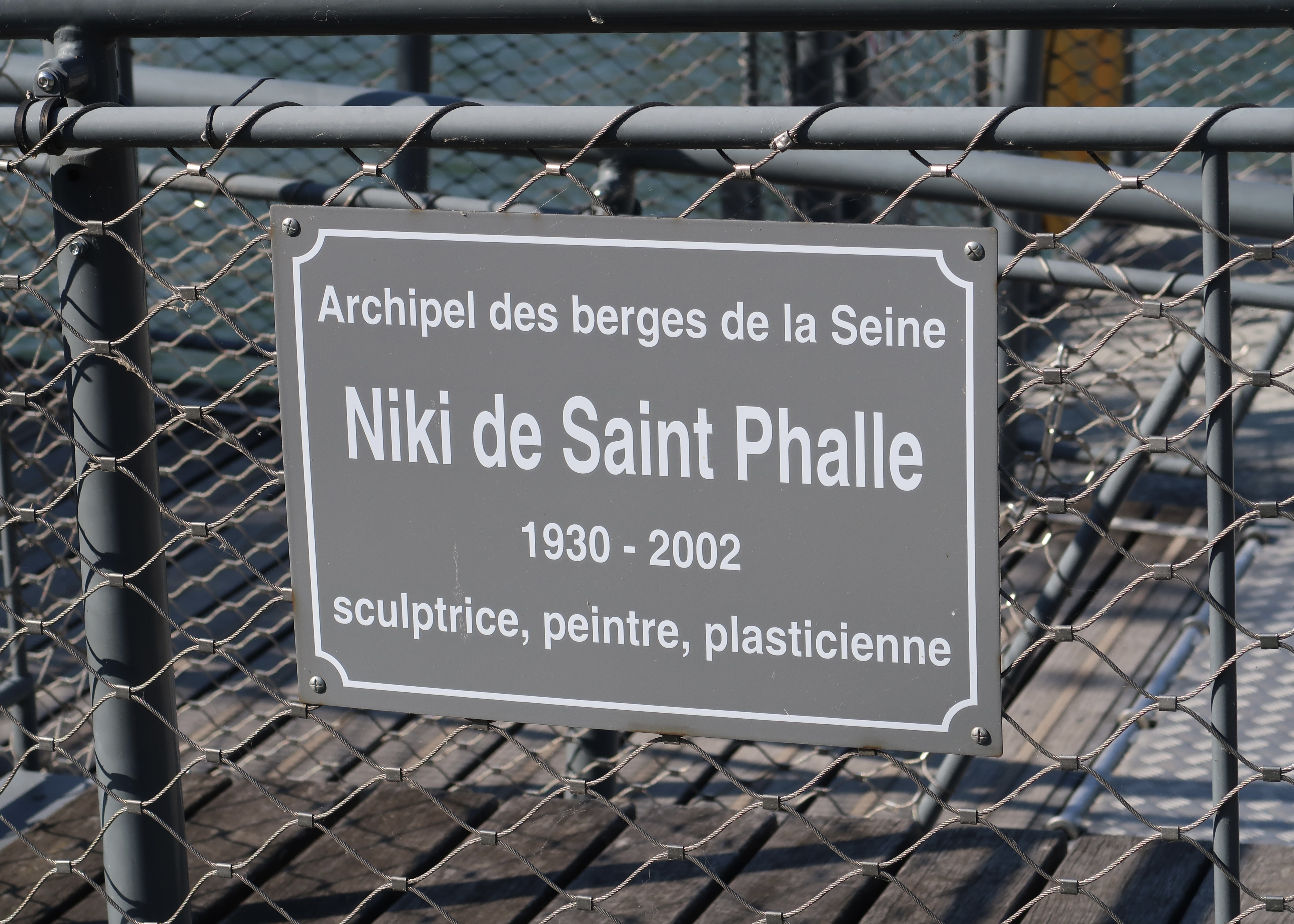
Plaque.

Le site fait partie du parc Rives-de-Seine, et est constitué de jardins flottants. Il est accessible par la promenade Gisèle-Halimi. 
Les jardins sont ouverts à des horaires réglementés.

## Origine du nom
L'archipel porte le nom de Niki de Saint Phalle (1930-2002), plasticienne, peintre, sculptrice et réalisatrice de films franco-américaine.

## Historique
Les jardins sont aménagés dans le cadre de la piétonisation des berges de Seine. Ils sont inaugurés par la maire de Paris Anne Hidalgo le 18 septembre 2014.

## Description
Il s'agit de cinq îles-jardins aménagées sur des barges métalliques. Chacune fait 350 m2, portant la superficie totale à 1 725 m2. Il y a l'île aux oiseaux, l'île prairie, l'île centrale, l'île verger et l'île aux brumes. Chacune a une densité de végétation qui lui est propre.
C'est une réserve de biodiversité le long de la Seine.

## Galerie

Jardins de l’Archipel des Berges-de-Seine-Niki-de-Saint-Phalle
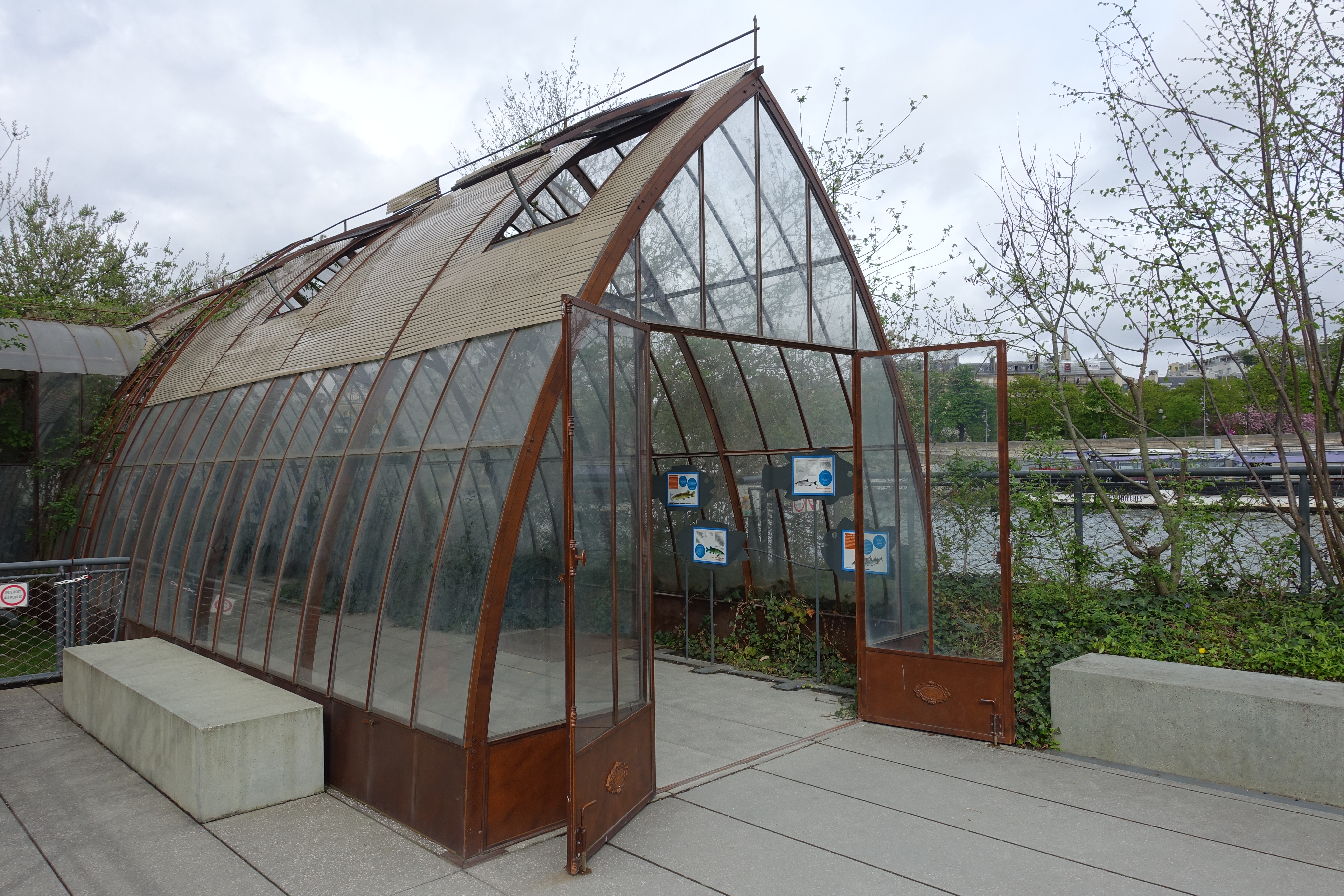
La serre du jardin.
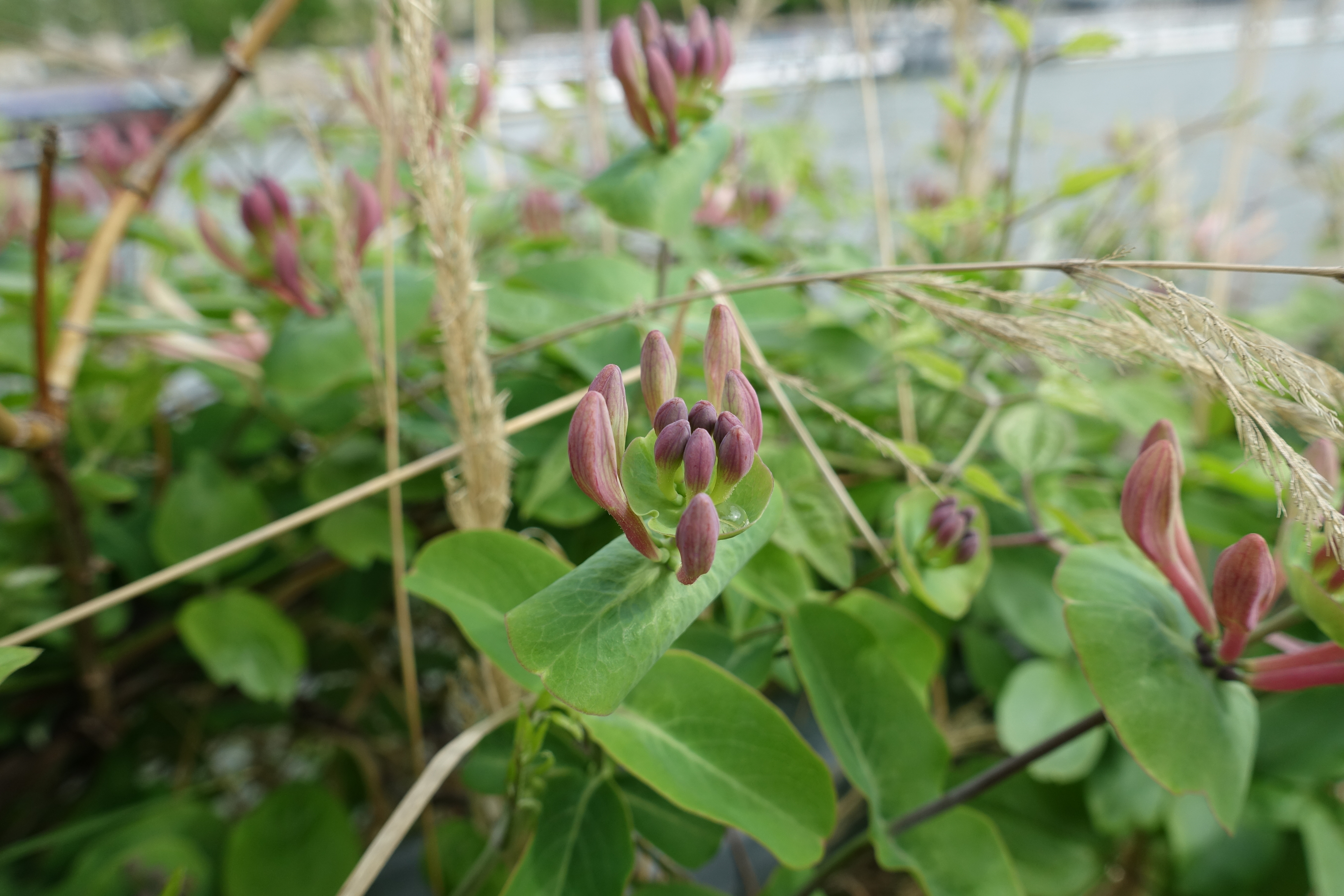
La flore du jardin.
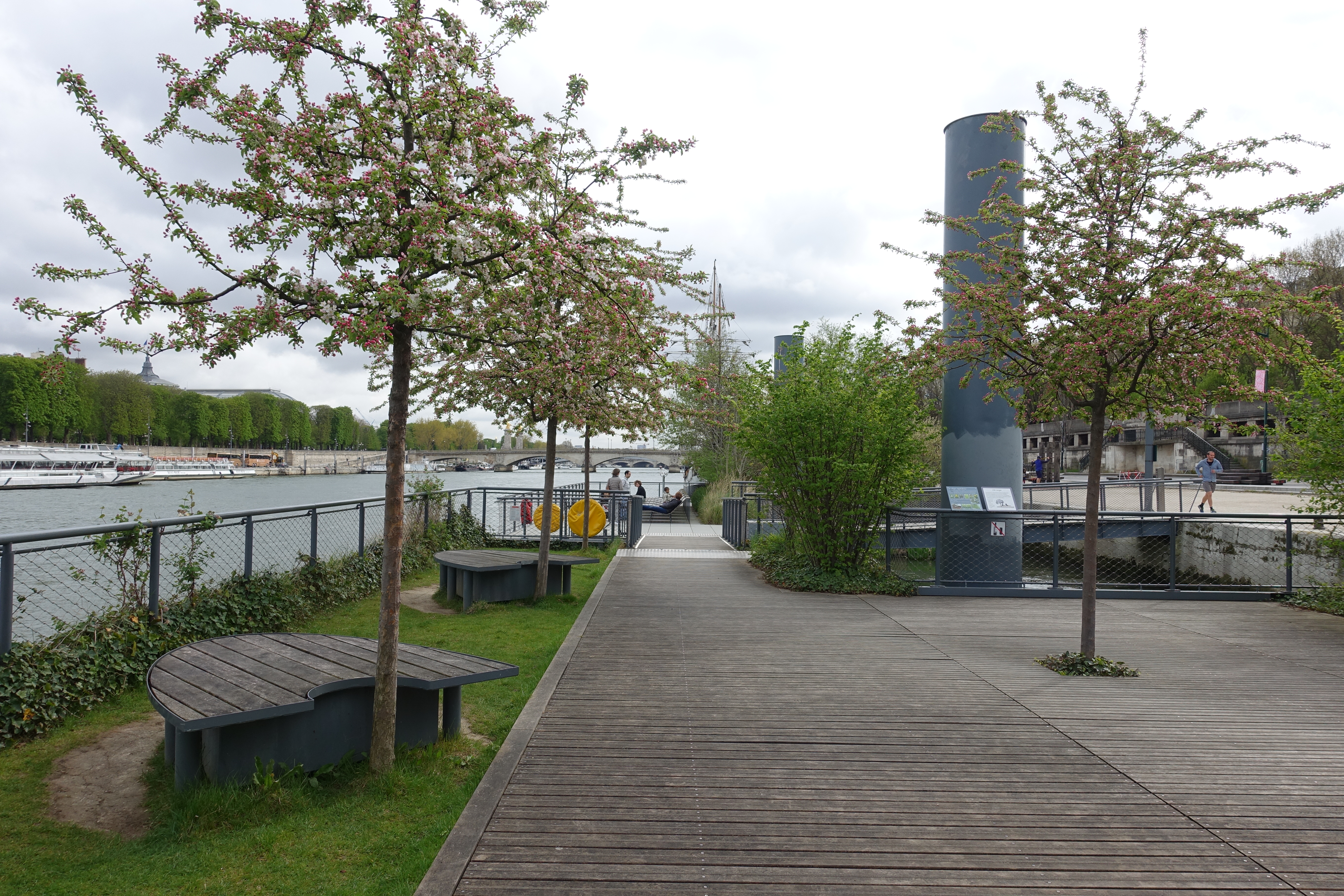
Le jardin.
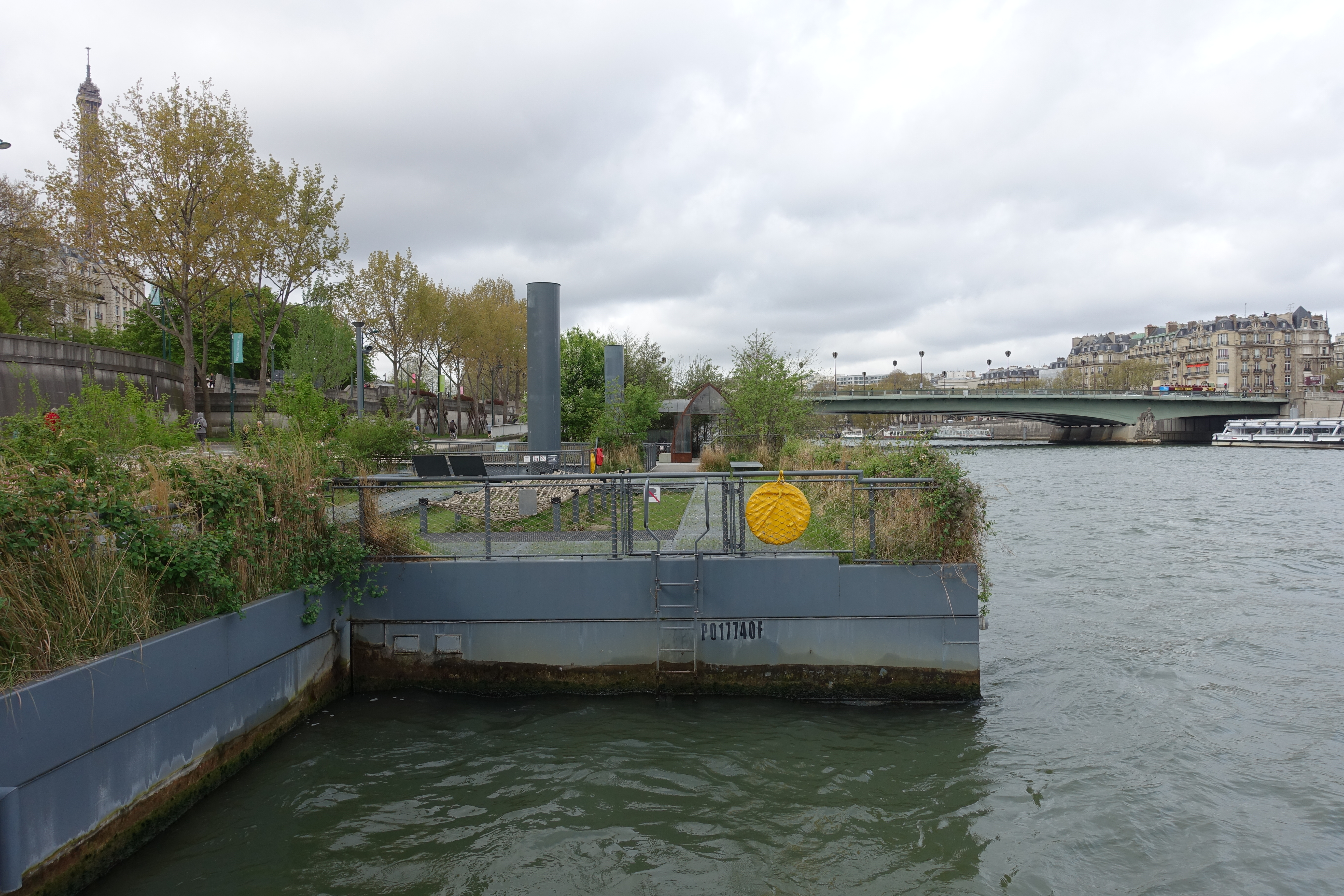
Le jardin et la Seine.
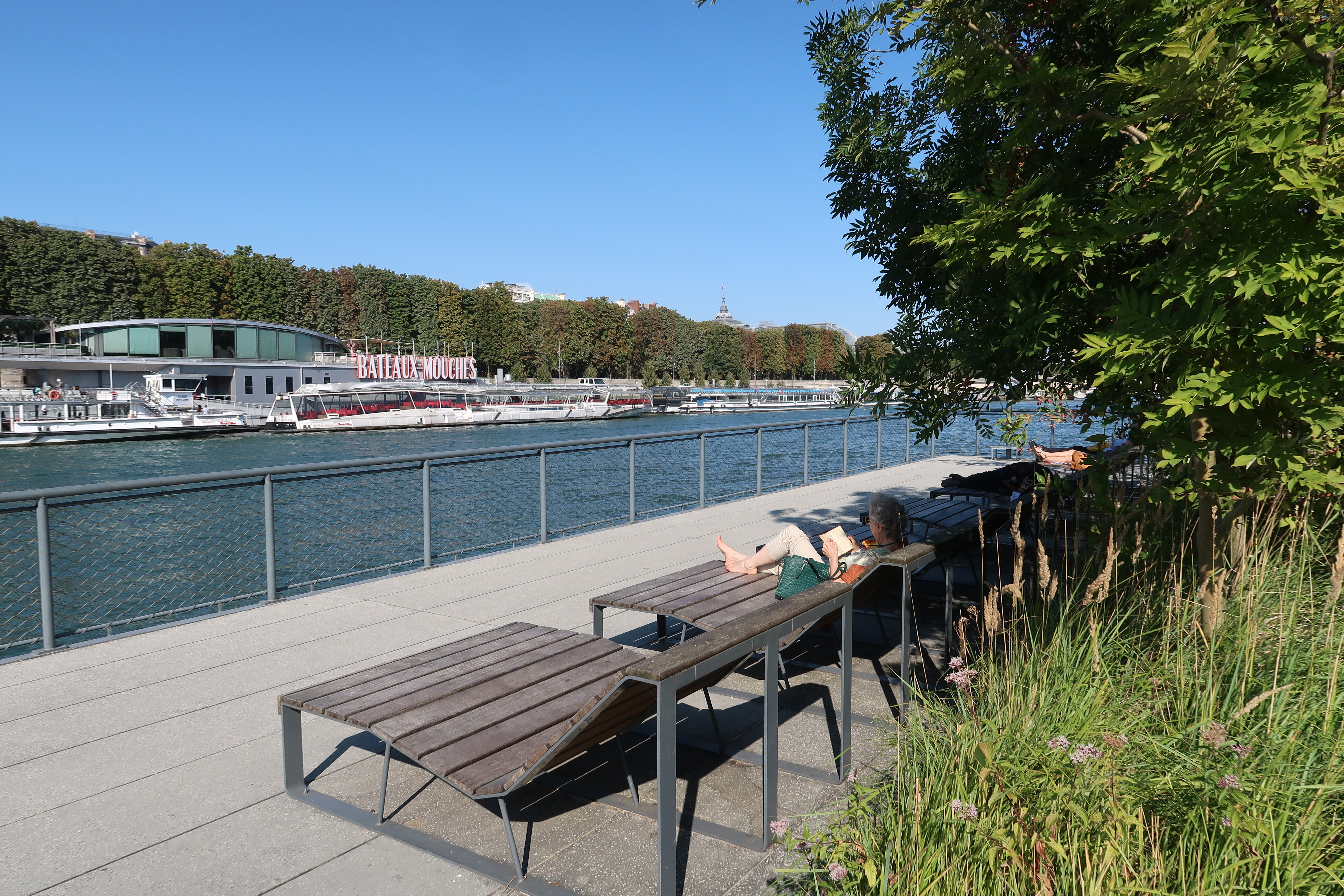
Lieu de détente.